# 존 웨인 (문학가)
존 웨인(John Wain, 1925년 3월 14일 ~ 1994년 5월 24일)은 영국의 시인, 소설자이자 문학 평론가이다.
스태퍼드셔 주의 스톡온트렌트에서 출생하였다. 옥스퍼드 대학 출신으로 리딩(Reading) 대학 강사로 있다가 교단을 떠나면서 본격적인 문필생할을 시작했다.
풍자적이며 희극적인 악한소설(惡漢小說)인 <급히 내려라>(1953)로 '성난 젊은이들'의 대표적 존재가 되었다. 이 외에 <현재에 살다>(1955), <싸우는 자들>(1958), <여행하는 여자>(1959) 등의 소설과 <여러 가지 감정>(1951), <문지방에 새긴 글>(1958), <신 앞에 흐느끼다>(1961) 등의 시집과 <서(序) 에세이> 등의 평론집이 있다. 웨일즈 악센트가 심하게 나오는 최근작 <언덕의 겨울>(1970)은 창고극장의 레퍼토리 같은 분위기를 느끼게 한다.